# Chaetonotus bogdanovii
Chaetonotus bogdanovii is een buikharige uit de familie Chaetonotidae. De wetenschappelijke naam van de soort werd in 1886 voor het eerst geldig gepubliceerd door Schimkewitsch. 